# Olympische Jugend-Sommerspiele 2018/Teilnehmer (Portugal)
| Gelbes Symbol für Goldmedaillen mit stilisierten Olympischen Ringen | Graues Symbol für Silbermedaillen mit stilisierten Olympischen Ringen | Braundes Symbol für Bronzemedaillen mit stilisierten Olympischen Ringen |
| ------------------------------------------------------------------- | --------------------------------------------------------------------- | ----------------------------------------------------------------------- |
| 1                                                                   | 2                                                                     | —                                                                       |

Die Jugend-Olympiamannschaft aus Portugal für die III. Olympischen Jugend-Sommerspiele vom 6. bis 18. Oktober 2018 in Buenos Aires (Argentinien) bestand aus 41 Athleten. Der Mädchenmannschaft im Futsal gelang dabei der erste Olympiasieg Portugals bei Olympischen Jugendspielen, im Beach-Handball und im Triathlon wurde Silber gewonnen. Zwei weitere Medaillen (Gold im Triathlon, Silber im Turnen) wurden in gemischten Mannschaften gewonnen und damit im Medaillenspiegel nicht berücksichtigt.

## Athleten nach Sportarten

### Fechten
Jungen
- António Charréu
Florett Einzel: 11. Platz

### Futsal
Mädchen
- Gold
- Marta Costa
- Ana Sofia Gonçalves
- Carina Luís
- Jéssica Martins
- Helena Nunes
- Telma Pereira
- Carolina Rocha
- Beatriz Sanheiro
- Beatriz Silva
- Marta Teixeira

### Beachhandball
Jungen
- Silber
- Nuno Almeida
- Nuno Brito
- Diogo Ferreira
- João Gonçalves
- Miguel Neves
- Rafael Paulo
- Salvador Salvador
- André Silva
- André Sousa

### Inline-Speedskating
Mädchen
- Carolina Ferreira
Einzelmehrkampf: 8. Platz

### Kanu
Jungen
- César Soares
Canadier-Einer Slalom: disqualifiziert (Qualifikation)
Canadier-Einer Sprint: 5. Platz

### Karate
Mädchen
- Tânia Barros
Kumite bis 53 kg: 7. Platz

### Leichtathletik
| Mädchen - Beatriz Andrade 100 m: 15. Platz - Ana Costa 400 m: 17. Platz - Bárbara Neiva 2000 m Hindernis: 14. Platz | Jungen - Etson Barros 2000 m Hindernis: 13. Platz - Pedro Buaró Stabhochsprung: 6. Platz - João Peixoto 800 m: 18. Platz |

### Moderner Fünfkampf
Jungen
- Eduardo Oliveira
Einzel: 5. Platz
Mixed: 19. Platz (mit Nikita Mawhirt  Australien)

### Schwimmen
| Mädchen - Alexandra Frazão 200 m Freistil: 31. Platz (Vorrunde) 400 m Freistil: 23. Platz (Vorrunde) 800 m Freistil: 18. Platz - Raquel Pereira 50 m Brust: 22. Platz (Vorrunde) 100 m Brust: 27. Platz (Vorrunde) 200 m Brust: 16. Platz (Vorrunde) | Jungen - Filipe Santo 200 m Freistil: 31. Platz (Vorrunde) 800 m Freistil: 23. Platz - José Lopes 400 m Freistil: 15. Platz (Vorrunde) 800 m Freistil: 9. Platz 200 m Lagen: 9. Platz (Vorrunde) |

### Segeln
Jungen
- João Abreu
Techno 293+: 16. Platz

### Triathlon
| Mädchen - Inês Rico Einzel: 22. Platz Mixed Staffel: 5. Platz (im Team Europa 6) | Jungen - Alexandre Montez Einzel: Silber Mixed Staffel: Gold (im Team Europa 1) |

### Turnen

#### Gymnastik
Mädchen
- Beatriz Cardoso
Einzelmehrkampf: 25. Platz (Qualifikation)
Mixed: 5. Platz (im Team Lila)

#### Trampolinturnen
Jungen
- Ruben Tavares
Einzel: 6. Platz
Mixed: 6. Platz (im Team Weiß)

#### Akrobatik
- Madalena Cavilhas
- Manuel Candeias
Mehrkampf: 6. Platz
Mixed: Silber  (im Team Grün)